# تحويل خطي
في الرياضيات, التحويل الخطي أو التطبيق الخطي (بالإنجليزية: Linear map)‏ هو مصطلح يستخدم في الجبر الخطي. وهو يشير إلى خريطة المسافات بين ناقلات الطرفين على نفس الهيئة التي لا يهم ما إذا كان يتم إضافة متجهين معا أولا وبعد ذلك ترسيم المجموع بواسطة الدالة، أو موجهات وثم تحديد مجموع الصور. الشيء نفسه ينطبق على الضرب من قبل العددية (مثلا عدد حقيقي).
المثال المصور أعلاه يوضح الانعكاس عبر المحور y. المتجه c هو مجموع المتجهين a و b وصورته أي المتجه `c وهذا يعطي `c ، أيضا عند إضافة الصور a و b للناقلات `a و`b.

## التعريف والنتائج الأولى
لتكن V و W الفضاء الاتجاهي عبر حقل رياضي K. التحويل يعتبر تحويلاً خطياً إذا تحققت الشروط الآتية :
- {\displaystyle f} متجانسة:
{\displaystyle f\left(ax\right)=af\left(x\right)}
- {\displaystyle f} مضافة:
{\displaystyle f\left(x+y\right)=f\left(x\right)+f\left(y\right)}

الشرطين أعلاه يمكن تلخيصهما في ما يلي:
{\displaystyle f\left(ax+y\right)=af\left(x\right)+f\left(y\right)}

## أمثلة
- التحويل المحايد والتحويل المنعدم تحويلات خطية.
- التطبيق {\displaystyle x\mapsto cx} حيث c ثابت هو تحويل خطي.
- بالنسبة إلى الأعداد الحقيقية، التطبيق {\displaystyle x\mapsto x^{2}} ليس تحويلا خطيا.

## معرض صور